# V761 Centauri
V761 Centauri eller HD 125823 är en ensam stjärna i norra delen av stjärnbilden Kentauren. Den har en genomsnittlig skenbar magnitud av ca 4,41 och är synlig för blotta ögat där ljusföroreningar ej förekommer. Baserat på parallaxmätning inom Hipparcosuppdraget på ca 7,1 mas, beräknas den befinna sig på ett avstånd på ca 460 ljusår (ca 140 parsek) från solen. Den rör sig bort från solen med en heliocentrisk radialhastighet på ca 7 km/s. Stjärnan ingår i undergruppen Centaurus-Lupus av Scorpius-Centaurus-associationen.

## Egenskaper
V761 Centauri är en blå till vit stjärna i huvudserien av spektralklass B2 V. Den har en massa som är ca 5,7 solmassor, en radie som är ca 3,7 solradier och har ca 1 175 gånger solens utstrålning av energi från dess fotosfär vid en effektiv temperatur av ca 17 700 K.
År 1965 upptäckte W. P. Bidelman att intensiteterna i stjärnans neutrala heliumlinjer hade varierat på fotografiska plåtar tagna under perioden 1908 till 1911. Denna variation bekräftades av A. D. Thackeray 1966. Stjärnan varierar från en heliumstark spektralklass B2 till en heliumsvag B8 med en period på 8,82 dygn. Mätningar av radialhastighet under 1970-talet visade olika hastighetsvariationer för helium och andra element. Magnetfältstyrkan toppar vid ett negativt maximum i fas med den maximala heliumlinjestyrkan. Svag emission har observerats i de enskilt joniserade linjerna av kisel, magnesium och järn, men inte i de neutrala linjerna av väte och helium.

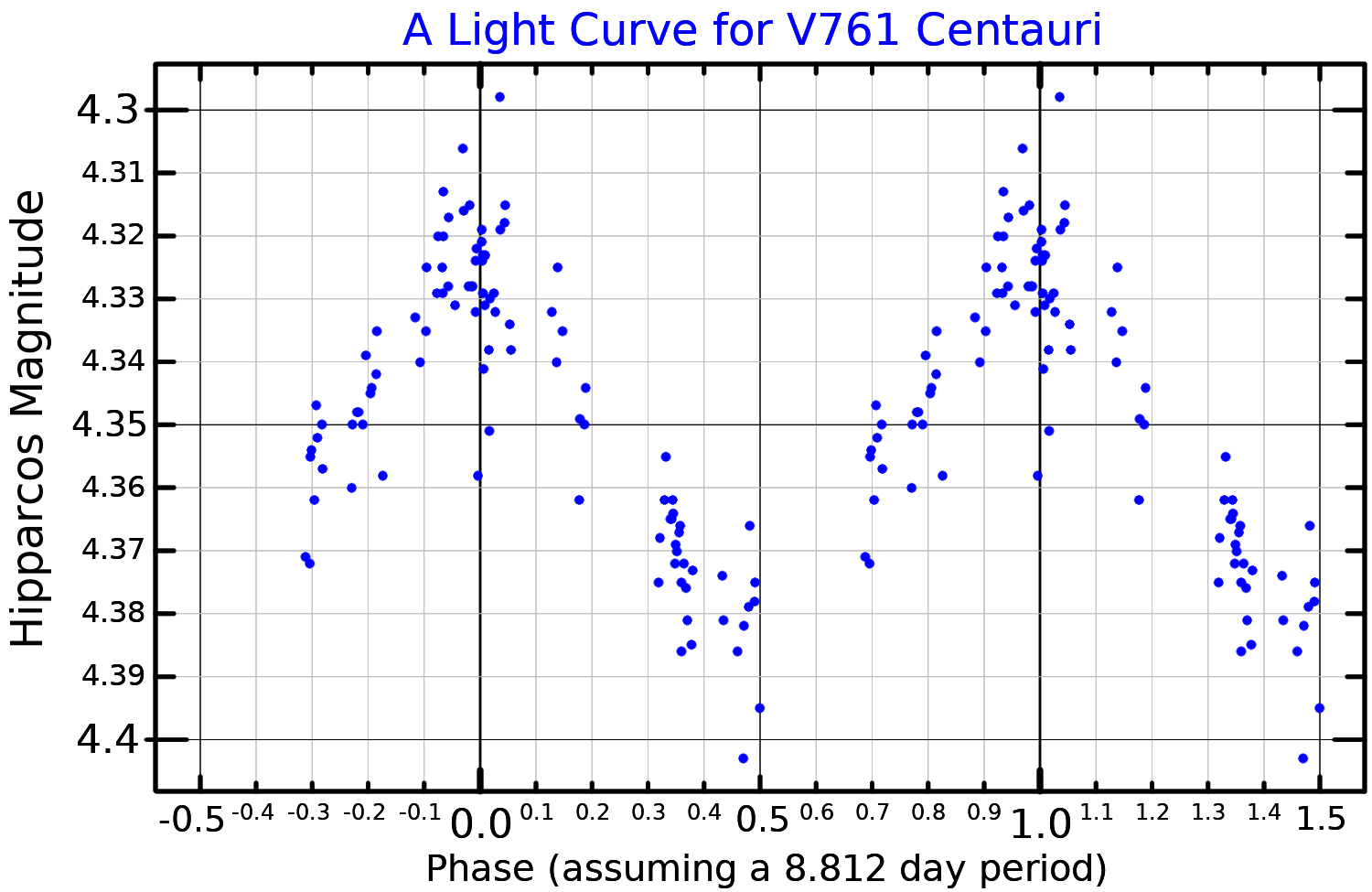
Ljuskurva för V761 Centauri, ritad efter Hipparcosdata.

V761 Centauri är en magnetisk ovanlig Bp-stjärna som visar periodisk variation i styrkan hos dess neutrala heliumlinjer. Den klassificeras som SX Arietis-variabel och dess ljusstyrka varierar från magnitud +4,38 till +4,43 med en period på 8,82 dygn. Stjärnan uppvisar mycket olika heliumförekomst mellan de två halvkloten, och ovanligt nog har helium-3 upptäckts på det svagare södra halvklotet. Latitudhalter har hittats för järn, kväve och syre. Variationen i heliumkoncentration påverkar atmosfärens densitetsskalhöjd, vilket gör att heliumrika regioner har en lägre ljusstyrka i det visuella bandet men avger starkare nivåer av långvågigt ultraviolett.